# Gryporhynchium minor
Gryporhynchium minor är en insektsart som först beskrevs av Bruner, L. 1915.  Gryporhynchium minor ingår i släktet Gryporhynchium och familjen vårtbitare. Inga underarter finns listade i Catalogue of Life.